# Allocuzione di Alfonso d'Avalos

## Storia
Il dipinto fu richiesto a Tiziano nel 1539 da Alfonso III d'Avalos, uno dei più importanti generali di Carlo V. In quell'anno il marchese, portò alla vittoria gli spagnoli contro i turchi a Tunisi e fu nominato governatore dall'imperatore a Milano. In quegli anni in Italia, incontrò più volte Tiziano, il quale lo ritrasse in armatura.

## Descrizione
Nel dipinto, emerge il tema classico dell'adlocutio, che probabilmente scandisce l'evento in cui il generale pose fine a una spedizione a ordine onerosa nella Lombardia spagnola (episodio cui accenna anche Paolo Giovio in Historia sui temporis).
Il protagonista è nell'atto di offrire suo figlio all'esercito per garantire le promesse fatte alle truppe. L'Aretino, analizzando l'opera, colse bene la referenza all'antico, trovando questa osservazione per gli archi trionfali romani.

Tiziano, qui, abbandona la nozione naturalistica di spazio scalato in profondità, e sperimenta un linguaggio ricercato, con attenzione alla sintesi drammatica.